# Аккаєв Хаджимурат Магомедович
Хаджимура́т Акка́єв  (рос. Хаджимурат Магомедович Аккаев, 27 березня 1985) — російський важкоатлет, олімпійський медаліст.

## Виступи на Олімпіадах
| Олімпіада  | Дисципліна              | Місце                     |
| ---------- | ----------------------- | ------------------------- |
| Афіни 2004 | середня важка категорія | 2                         |
| Пекін 2008 | середня важка категорія | ( Бронза) дискваліфікація |

У серпні 2015 року розпочалися повторні аналізи на виявлення допінгу зі збережених зразків з Олімпійських ігор у Пекіні 2008 року та Лондоні 2012 року.
Перевірка зразків Аккаєва з Пекіна 2008 року призвела до позитивного результату на заборонену речовину дегідрохлорметилтестостерон (туринабол). Рішенням дисциплінарної комісії Міжнародного олімпійського комітету від 17 листопада 2016 року в числі інших 16 спортсменів він був дискваліфікований з Олімпійських ігор в Пекіні 2008 року і позбавлений бронзової олімпійської медалі.